# Planigale
Genre
Planigale est un genre de mammifères marsupiaux de la famille des Dasyuridae :

## Liste des espèces
- Planigale gilesi Aitken, 1972 photo
- Planigale ingrami (Thomas, 1906)
- Planigale maculata (Gould, 1851) photo
- Planigale novaeguineae Tate and Archbold, 1941
- Planigale tenuirostris Troughton, 1928 photo